# Окунево (Бурятія)
Окунево (рос. Окунево) — селище Баунтовського евенкійського району, Бурятії Росії. Входить до складу Сільського поселення Ципіканське.
Населення — 6 осіб (2015 рік).